# Tiranet de Coopmans
El tiranet de Coopmans (Zimmerius minimus) és un ocell de la família dels tirànids (Tyrannidae).

## Hàbitat i distribució
Habita el bosc als turons i muntanyes del nord-est de Colòmbia i nord de Veneçuela.

## Taxonomia
Considerat sovint coespecífic del tiranet camafí (Zimmerius gracilipes), es considera avui una espècie deferenciada, arran els treballs de Rheindt et al. 2013.